# インタートレード
株式会社インタートレード（英: Intertrade Co., Ltd.）は、東京都中央区に本社を置き、証券会社向けにディーリングやトレーディング業務用などの自社開発パッケージソフトを販売している日本の企業である。

## 沿革
- 1999年（平成11年）1月 - 東京都新宿区大京町22番地にて設立。
- 2000年（平成12年）7月 - 本社を東京都港区赤坂三丁目21番13号に移転。
- 2002年（平成14年）9月 - 本社を東京都中央区八丁堀二丁目7番1号に移転。
- 2004年（平成16年）9月 - 東京証券取引所マザーズ市場に株式上場。
- 2006年（平成18年）4月 - 本社を東京都中央区八丁堀四丁目5番4号に移転。
- 2010年（平成22年）9月 - 本社を東京都中央区新川一丁目17番21号に移転。
- 2011年（平成23年）9月 - インタートレード投資顧問株式会社を完全子会社化。
- 2011年（平成23年）10月 - 株式会社トレーデクスを設立。
- 2012年（平成24年）6月 - ITソリューション事業を開始。
- 2012年（平成24年）8月 - ヘルスケア事業を開始。
- 2012年（平成24年）10月 - インタートレード投資顧問株式会社をヘルスケア事業に事業変更し、株式会社らぼぉぐに商号変更。株式会社ビーエス・ジェイを子会社化。
- 2013年（平成25年）2月 - 株式会社パル（現・株式会社健康プラザパル）を子会社化。
- 2013年（平成25年）8月 - 株式会社ジーコレクション（後の株式会社ビューティーグルカン）を設立。
- 2015年（平成27年）2月 - 東京証券取引所第二部に市場変更。
- 2015年（平成27年）11月 - 株式会社健康プラザパルが株式会社ビューティーグルカンを吸収合併。
- 2018年（平成30年）1月 - 株式会社健康プラザパルが株式会社らぼぉぐを吸収合併し、株式会社インタートレードヘルスケアに商号変更。
- 2018年（平成30年）7月 - 子会社　株式会社トレーデクスを株式譲渡
- 2018年（平成30年）11月 - 株式会社デジタルアセットマーケッツを子会社化
- 2020年（令和2年）1月 - 株式会社デジタルアセットマーケッツを第三者割当増資により持分比率が低下したため、持分法適用関連会社化
- 2022年（令和4年）2月 - 株式会社デジタルアセットマーケッツにおいて暗号資産ジパングコインの販売・取引管理システムとして「Spider Digital Transfer」Crypto Assetsサービス稼働
- 2022年（令和4年）4月 - 東京証券取引所スタンダード市場へ移行
- 2025年（令和4年）3月 - Fireblocksとと日本企業のWeb3インフラ導入支援に関する戦略的パートナーシップ締結
- 2025年（令和4年）4月 - 株式会社AndGoの株式取得、持分法適用関連会社化